# Jiří Škoda
Jiří Škoda, född den 27 augusti 1956 i Brno, Tjeckien, är en tjeckoslovakisk tävlingscyklist som tog OS-brons i lagtempoloppet vid olympiska sommarspelen 1980 i Moskva. 